# Schinária (Réthymnon)
Schinária, en grec moderne : Σχοινάρια, est un village côtier du dème d'Ágios Vasílios, de l'ancienne municipalité de Foínikas, dans le district régional de Réthymnon, en Crète, en Grèce. Selon le recensement de 2011, la population de Schoinária compte 18 habitants. Le village est situé à une distance de 33 km de Réthymnon .

## Source de la traduction
- (el) Cet article est partiellement ou en totalité issu de l’article de Wikipédia en grec moderne intitulé « Σχοινάρια Ρεθύμνου » (voir la liste des auteurs).